# Ilinka (Ikriànoie)
|  | Per a altres significats, vegeu «Ilinka». |

Ilinka (en rus: Ильинка) és un poble (un possiólok) de l'óblast d'Astracan, a Rússia, segons el cens del 2021 tenia 5.025 habitants.